# Muhlenbergia emersleyi
Muhlenbergia emersleyi es una especie de  planta herbácea perteneciente a la familia de las poáceas.

## Distribución y hábitat
Es nativa del oeste de América desde Arizona al oeste y Texas y al sur hasta Honduras donde se encuentra en las sabanas secas y laderas herbosas abiertas.

## Descripción
Es una planta herbácea dansa y copetuda perennifolia; con tallos erectos, que alcanzan un tamaño de 0,5-1 m de altura, glabros; vainas aplanadas y con quillas, glabras, las inferiores se alargan, todo más largo que los entrenudos; lígula delgada, lacerada, de 1-2 cm de largo; hojas alargadas, conduplicada en la base, de 2-4 mm de ancho, escabrosas, sobre todo en los márgenes; las inflorescencias en panículas 15-40 cm de largo y estrechas, densas, y más bien flojas, erguidas, las ramas ascendentes estrechas de 5-10 cm de largo, desnuda debajo de una distancia corta, o espiguilla  casi hasta la base; Espiguillas 2-2,5 mm de largo; Glumas iguales, que son iguales o un poco más cortas que el florete, agudas, escabrosas; lema escabroso anterior, velloso en la espalda cerca de la base, la arista aproximadamente 1-2 cm de largo.

## Taxonomía

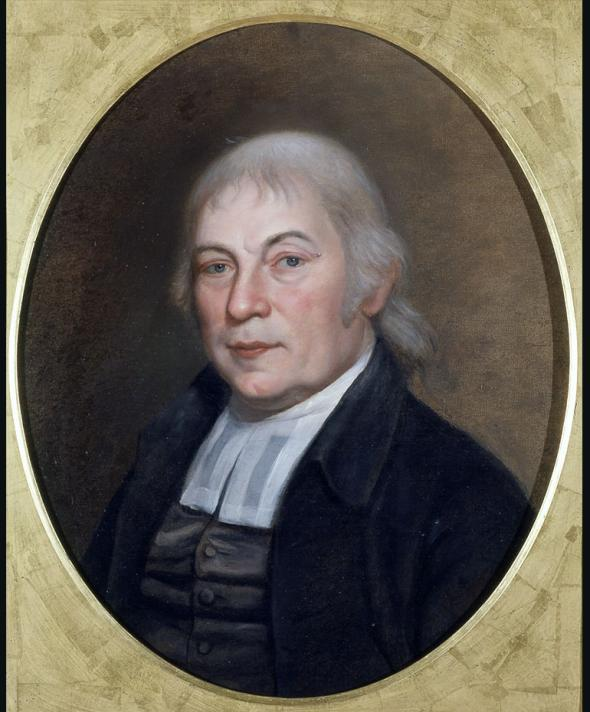
Retrato de Henry Ernest Muhlenberg a quien le dedicaron el género

Muhlenbergia emersleyi fue descrita por George Vasey y publicado en Contributions from the United States National Herbarium 3(1): 66. 1892.
Etimología
Muhlenbergia: nombre genérico que fue otorgado en honor de Henry Ernest Muhlenberg.
emersleyi: epíteto
Sinonimia
- Epicampes emersleyi (Vasey) Hitchc.
- Epicampes subpatens Hitchc.
- Muhlenbergia gooddingii Soderstr.
- Muhlenbergia vaseyana Scribn.[3][4]